# Tietgenbyen
Tietgenbyen er et 280 hektar stort erhvervsområde, der ligger i det sydøstlige Odense tæt ved Fynske Motorvej, Svendborgmotorvejen og Østre Ringvej. Det er opkaldt efter industrimogulen C.F. Tietgen, som er født i Odense.
Tietgenbyen blev etableret af Odense Kommune i 1999. Inden da havde lokale forretningsfolk efterspurgt et erhvervsområde nær motorvejsnettet. Projektet havde en langsom start, og i 1999 og 2000 blev der samlet kun solgt grunde på 7 hektar. Det lykkedes dog at nå et uofficielt mål om at sælge 100 hektar inden for de første 12 år. I januar 2017 indeholdt Tietgenbyen 75 virksomheder, og størstedelen af dens grunde var solgt. I fremtiden vil området blive udvidet mod nord op til jernbanen mellem Nyborg og Fredericia. Odense byråd har vedtaget en lokalplan, som har udlagt et 118-hektar stort område til erhverv. Det nye område kommer til at hedde Tietgenbyen Nord.
Tietgenbyen indeholder det 56.500 kvadratmeter store Meta Odense Data Center. Fjernvarme Fyn har etableret et fjernvarmeanlæg i forbindelse med datacenteret, som opsamler overskudsvarme og sender det ud til 7.000 husstande (en udvidelse til 12.000 husstande er planlagt). Facebooks planer om at bygge datacenteret blev først afsløret af Fyens Stiftstidende i oktober 2016, og bekræftet af Facebook og Odense kommune i januar 2017. Datacenteret er Facebooks tredje datacenter uden for USA, og det blev sat delvist i drift i september 2019. Ifølge Fyens Stiftstidende er Facebooks klar til at udvide datacenteret med en tredje serverbygning udover de to der allerede er bygget, og overvejer at bygge to mere.
En række robotfirmaer holder til i Tietgenbyen, herunder Universal Robots, Jorgensen Engineering, og ABB.
Arkæologiske udgravninger ifm. etableringen af Tietgenbyen har vist at der i bronzealderen lå en række bebyggelser i området.